# Winiarz
Winiarze (winiary) – książęca ludność służebna zajmująca się uprawą winorośli. Winiarze są często wymieniani w źródłach polskich i czeskich, a ponadto ich obecność poświadcza toponomastyka w postaci nazw miejscowych Winiary (w Polsce), a także Vinaře, Vinary, Winařice, Vinarovice (w Czechach i na Morawach).